# 1. Fußball-Club Saarbrücken 2006-2007
Questa voce raccoglie le informazioni riguardanti il 1. Fußball-Club Saarbrücken nelle competizioni ufficiali della stagione 2006-2007.

## Stagione
Nella stagione 2006-2007 il Saarbrücken, allenato da Michael Henke e Didier Philippe, concluse il campionato di Regionalliga sud al 15º posto e fu retrocesso in Oberliga. In Coppa di Germania il Saarbrücken fu eliminato al secondo turno dal Greuther Fürth.

## Rosa
| N. |                     | Ruolo | Calciatore         |
| -- | ------------------- | ----- | ------------------ |
| 3  | Germania (bandiera) | C     | Marco Gebhardt     |
| 4  | Francia (bandiera)  | C     | Christian Nzinga   |
| 5  | Francia (bandiera)  | D     | Mansour Assoumani  |
| 8  | Germania (bandiera) | C     | Thorsten Nehrbauer |
| 9  | Guinea (bandiera)   | A     | Taifour Diane      |
| 10 | Marocco (bandiera)  | C     | Mustapha Hadji     |
| 11 | Francia (bandiera)  | A     | Jonathan Jäger     |
| 12 | Germania (bandiera) | P     | Peter Eich         |
| 13 | Bolivia (bandiera)  | C     | José Luis Ortiz    |
| 16 | Germania (bandiera) | D     | Stephan Kling      |
| 17 | Francia (bandiera)  | D     | Alexis Genet       |
| 18 | Francia (bandiera)  | D     | Clément Halet      |
| 20 | Germania (bandiera) | C     | Marco Laping       |
| 21 | Albania (bandiera)  | P     | Enver Marina       |
| 22 | Turchia (bandiera)  | A     | Mahir Sağlık       |

| N. |                                 | Ruolo | Calciatore          |
| -- | ------------------------------- | ----- | ------------------- |
| 27 | Francia (bandiera)              | A     | Guillaume Deschamps |
| 29 | Germania (bandiera)             | P     | Marc Birkenbach     |
| 33 | Germania (bandiera)             | D     | Manuel Hornig       |
| 41 | Germania (bandiera)             | C     | Julien Lücke        |
|    | Germania (bandiera)             | D     | Tim Schwartz        |
|    | Francia (bandiera)              | D     | Jonathan Zydko      |
|    | Francia (bandiera)              | C     | Charles Haffner     |
|    | Francia (bandiera)              | C     | Julien Humbert      |
|    | Germania (bandiera)             | C     | Marc Hümbert        |
|    | Germania (bandiera)             | C     | Gökhan Impis        |
|    | Germania (bandiera)             | A     | Mike Frantz         |
|    | Bosnia ed Erzegovina (bandiera) | A     | Nazif Hajdarović    |
|    | Germania (bandiera)             | A     | Arif Karaoglan      |
|    | Germania (bandiera)             | A     | Manuel Rasp         |

## Organigramma societario
Area tecnica
- Allenatore: Michael Krüger
- Allenatore in seconda: Antoine Mangione
- Preparatore dei portieri: Heinz Böhmann
- Preparatori atletici:
- Analisi video:

## Calciomercato

### Sessione estiva
| Acquisti | Acquisti          | Acquisti         | Acquisti |
| R.       | Nome              | da               | Modalità |
| -------- | ----------------- | ---------------- | -------- |
| D        | Mansour Assoumani | Montpellier      |          |
| C        | Marco Gebhardt    | Monaco 1860      |          |
| C        | Charles Haffner   | Elversberg       |          |
| C        | Sven Lintjens     | Siegen           |          |
| C        | Julien Lücke      | Colonia II       |          |
| P        | Enver Marina      | FC Kutzhof       |          |
| C        | Pascal Olivier    | Saarbrücken II   |          |
| C        | Torsten Reuter    | Kaiserslautern   |          |
| A        | Mahir Sağlık      | Admira Wacker M. |          |

| Cessioni | Cessioni          | Cessioni          | Cessioni |
| R.       | Nome              | a                 | Modalità |
| -------- | ----------------- | ----------------- | -------- |
| C        | Chadli Amri       | Magonza           |          |
| A        | Henrich Benčík    | Friburgo          |          |
| D        | Aïmen Demai       | Kaiserslautern    |          |
| A        | Ivan Dudić        | First Vienna      |          |
| D        | Adiele Echendu    | Darmstadt         |          |
| C        | Matthias Hagner   | FSV Francoforte   |          |
| C        | Tamandani Nsaliwa | Paniōnios         |          |
| A        | Yilmaz Örtülü     | Paderborn         |          |
| D        | Hany Ramzy        | ENPPI             |          |
| D        | Marcel Rozgonyi   | Sachsen Lipsia    |          |
| P        | Marc Ziegler      | Arminia Bielefeld |          |

### Sessione invernale
| Acquisti | Acquisti       | Acquisti   | Acquisti |
| R.       | Nome           | da         | Modalità |
| -------- | -------------- | ---------- | -------- |
| C        | Julien Humbert | Metz (CFA) |          |

| Cessioni | Cessioni         | Cessioni        | Cessioni |
| R.       | Nome             | a               | Modalità |
| -------- | ---------------- | --------------- | -------- |
| C        | Nico Zimmermann  | Elversberg      |          |
| C        | Pascal Olivier   | Elversberg      |          |
| D        | Philipp Haastrup | MVV             |          |
| C        | Sven Lintjens    | MVV             |          |
| C        | Torsten Reuter   | Wehen Wiesbaden |          |

## Risultati

### Regionalliga

#### Girone di andata
| Arbitro: | Stark |

|  |           |                                       |
|  | Marcatori | 31’ Jäger 67’ Karaoglan 73’ Nehrbauer |

| Arbitro: | Kempter |

|  |           |                  |
|  | Marcatori | 68’ (rig.) Leitl |

| Arbitro: | Leicher |

|                        |           |                      |
| Agyemang 62’ Lucic 68’ | Marcatori | 23’ Genet 88’ Sağlık |

| Arbitro: | Wingenbach |

|            |           |  |
| Sağlık 21’ | Marcatori |  |

| Arbitro: | Schmidt |

|                      |           |           |
| Islamoglu 58’ (aut.) | Marcatori | 86’ Krebs |

| Arbitro: | Welz |

|                      |           |           |
| Waidmann 9’ Haas 78’ | Marcatori | 40’ Jäger |

| Arbitro: | Kircher |

|                                      |           |              |
| Hornig 38’ Jäger 51’, 56’ Sağlık 63’ | Marcatori | 81’ Weißmann |

| Arbitro: | Drees |

|           |           |              |
| Mesic 44’ | Marcatori | 48’ Gebhardt |

| Arbitro: | Brych |

|                     |           |               |
| Sağlık 5’ Jäger 24’ | Marcatori | 3’, 80’ König |

| Arbitro: | Karle |

|                                    |           |            |
| Cholevas 9’ Lamotte 64’ Göktan 76’ | Marcatori | 62’ Sağlık |

| Arbitro: | Sahler |

|                     |           |                    |
| Sağlık 5’ Hadji 61’ | Marcatori | 1’ Bauer 63’ Oliev |

| Arbitro: | Blos |

|                                         |           |  |
| Paljić 7’, 28’ Marić 43’ Göttlicher 76’ | Marcatori |  |

| Arbitro: | Perl |

|            |           |          |
| Sağlık 24’ | Marcatori | 26’ Birk |

| Arbitro: | Achmüller |

|                       |           |  |
| Christ 62’ Haller 81’ | Marcatori |  |

| Arbitro: | Kristek |

|            |           |  |
| Sağlık 54’ | Marcatori |  |

| Kaiserslautern 11 novembre 2006, ore 14:30 CET 16ª giornata | Kaiserslautern II | 0 – 0 referto | Saarbrücken | Fritz-Walter-Stadion - Platz 4 (1 800 spett.)\| Arbitro: \| Hofmann \| |
| Arbitro:                                                    | Hofmann           |               |             |                                                                        |

| Arbitro: | Greth |

|                           |           |                                   |
| Hadji 22’ Sağlık 24’, 45’ | Marcatori | 18’ (rig.) Perchtold 26’ Schuster |

#### Girone di ritorno
| Arbitro: | Steinhaus-Webb |

|                                              |           |  |
| Jäger 10’, 18’, 42’ Samb 31’ Sağlık 48’, 90’ | Marcatori |  |

| Arbitro: | Aytekin |

|                                           |           |  |
| Beigang 11’, 84’ Méndez 20’ Sebastiao 74’ | Marcatori |  |

| Arbitro: | Karle |

|                            |           |                        |
| Hadji 21’ (rig.) Jäger 59’ | Marcatori | 76’ Rogosic 83’ Konrad |

| Monaco di Baviera 25 febbraio 2007, ore 15:00 CET 21ª giornata | Bayern Monaco II | 0 – 0 referto | Saarbrücken | Grünwalder Stadion (550 spett.)\| Arbitro: \| Kampka \| |
| Arbitro:                                                       | Kampka           |               |             |                                                         |

| Arbitro: | Kempter |

|                                |           |           |
| Pfingsten-Reddig 19’ Krebs 64’ | Marcatori | 60’ Diane |

| Arbitro: | Hofmann |

|                               |           |  |
| Jäger 36’, 47’, 63’ Hadji 69’ | Marcatori |  |

| Arbitro: | Perl |

|                  |           |  |
| Reich 52’ (rig.) | Marcatori |  |

| Arbitro: | Maier |

|                           |           |                                            |
| Diane 20’, 68’ Sağlık 28’ | Marcatori | 40’ Vaccaro 45’ (rig.) Yildiz 90’ Hartmann |

| Arbitro: | Blos |

|                  |           |  |
| Halet 72’ (aut.) | Marcatori |  |

| Arbitro: | Kempter |

|                                                    |           |                        |
| Assoumani 17’ Sağlık 22’, 43’ Jäger 46’ Frantz 56’ | Marcatori | 24’ Duhnke 73’ Gebhart |

| Arbitro: | Stark |

|                                  |           |  |
| Berger 48’ Arnold 73’ Wojcik 90’ | Marcatori |  |

| Arbitro: | Leicher |

|                  |           |                                   |
| Hadji 19’ (rig.) | Marcatori | 44’ Salihović 79’ Mesic 89’ Marić |

| Arbitro: | Hartmann |

|              |           |                                    |
| Kolinger 60’ | Marcatori | 15’, 42’ Jäger 86’ (aut.) Kolinger |

| Arbitro: | Viktora |

|                                   |           |                          |
| Hadji 4’ Jäger 7’, 63’ Frantz 51’ | Marcatori | 59’ Steegmann 83’ Christ |

| Karlsruhe 19 maggio 2007, ore 14:30 CEST 32ª giornata | Karlsruhe II | 0 – 0 referto | Saarbrücken | Wildparkstadion - Platz 2 (1 300 spett.)\| Arbitro: \| Kristek \| |
| Arbitro:                                              | Kristek      |               |             |                                                                   |

| Saarbrücken 26 maggio 2007, ore 14:00 CEST 33ª giornata | Saarbrücken | 0 – 0 referto | Kaiserslautern II | Ludwigsparkstadion (3 000 spett.)\| Arbitro: \| Welz \| |
| Arbitro:                                                | Welz        |               |                   |                                                         |

| Arbitro: | Kempter |

|                      |           |  |
| Hofmann 6’ Mayer 20’ | Marcatori |  |

### Coppa di Germania
| Arbitro: | Perl |

|             |           |  |
| Haffner 41’ | Marcatori |  |

| Arbitro: | Fischer |

|  |           |                           |
|  | Marcatori | 17’ Caillas 57’ Reisinger |

## Statistiche

### Statistiche di squadra
| Competizione      | Punti | In casa | In casa | In casa | In casa | In casa | In casa | In trasferta | In trasferta | In trasferta | In trasferta | In trasferta | In trasferta | Totale | Totale | Totale | Totale | Totale | Totale | DR |
| Competizione      | Punti | G       | V       | N       | P       | Gf      | Gs      | G            | V            | N            | P            | Gf           | Gs           | G      | V      | N      | P      | Gf     | Gs     | DR |
| ----------------- | ----- | ------- | ------- | ------- | ------- | ------- | ------- | ------------ | ------------ | ------------ | ------------ | ------------ | ------------ | ------ | ------ | ------ | ------ | ------ | ------ | -- |
| Regionalliga sud  | 42    | 17      | 8       | 7       | 2       | 40      | 22      | 17           | 2            | 5            | 10           | 12           | 28           | 34     | 10     | 12     | 12     | 52     | 50     | +2 |
| Coppa di Germania | -     | 2       | 1       | 0       | 1       | 1       | 2       | 0            | 0            | 0            | 0            | 0            | 0            | 2      | 1      | 0      | 1      | 1      | 2      | -1 |
| Totale            | 42    | 19      | 9       | 7       | 3       | 41      | 24      | 17           | 2            | 5            | 10           | 12           | 28           | 36     | 11     | 12     | 13     | 53     | 52     | +1 |

### Andamento in campionato
| Giornata  | 1 | 2 | 3 | 4 | 5 | 6 | 7 | 8 | 9 | 10 | 11 | 12 | 13 | 14 | 15 | 16 | 17 | 18 | 19 | 20 | 21 | 22 | 23 | 24 | 25 | 26 | 27 | 28 | 29 | 30 | 31 | 32 | 33 | 34 |
| --------- | - | - | - | - | - | - | - | - | - | -- | -- | -- | -- | -- | -- | -- | -- | -- | -- | -- | -- | -- | -- | -- | -- | -- | -- | -- | -- | -- | -- | -- | -- | -- |
| Luogo     | T | C | T | C | C | T | C | T | C | T  | C  | T  | C  | T  | C  | T  | C  | C  | T  | C  | T  | T  | C  | T  | C  | T  | C  | T  | C  | T  | C  | T  | C  | T  |
| Risultato | V | P | N | V | N | P | V | N | N | P  | N  | P  | N  | P  | V  | N  | V  | V  | P  | N  | N  | P  | V  | P  | N  | P  | V  | P  | P  | V  | V  | N  | N  | P  |
| Posizione | 2 | 6 | 8 | 6 | 6 | 7 | 7 | 7 | 9 | 10 | 10 | 13 | 13 | 13 | 13 | 13 | 12 | 8  | 8  | 9  | 10 | 11 | 10 | 12 | 13 | 14 | 13 | 13 | 14 | 14 | 11 | 11 | 12 | 15 |

Legenda:

Luogo: C = Casa; T = Trasferta. Risultato: V = Vittoria; N = Pareggio; P = Sconfitta.

### Statistiche dei giocatori
| Giocatore     | Regionalliga sud | Regionalliga sud | Regionalliga sud | Regionalliga sud | Coppa di Germania | Coppa di Germania | Coppa di Germania | Coppa di Germania | Totale   | Totale | Totale      | Totale     |
| Giocatore     | Presenze         | Reti             | Ammonizioni      | Espulsioni       | Presenze          | Reti              | Ammonizioni       | Espulsioni        | Presenze | Reti   | Ammonizioni | Espulsioni |
| ------------- | ---------------- | ---------------- | ---------------- | ---------------- | ----------------- | ----------------- | ----------------- | ----------------- | -------- | ------ | ----------- | ---------- |
| M. Assoumani  | 32               | 1                | 8                | 0                | 2                 | 0                 | 0                 | 0                 | 34       | 1      | 8           | 0          |
| M. Birkenbach | 7                | 0                | 0                | 0                | 0                 | 0                 | 0                 | 0                 | 7        | 0      | 0           | 0          |
| G. Deschamps  | 5                | 0                | 1                | 0                | 0                 | 0                 | 0                 | 0                 | 5        | 0      | 1           | 0          |
| T. Diane      | 11               | 3                | 1                | 0                | 0                 | 0                 | 0                 | 0                 | 11       | 3      | 1           | 0          |
| P. Eich       | 20               | 0                | 0                | 0                | 1                 | 0                 | 0                 | 0                 | 21       | 0      | 0           | 0          |
| M. Frantz     | 14               | 2                | 1                | 0                | 1                 | 0                 | 0                 | 0                 | 15       | 2      | 1           | 0          |
| M. Gebhardt   | 29               | 1                | 4                | 0                | 0                 | 0                 | 0                 | 0                 | 29       | 1      | 4           | 0          |
| A. Genet      | 27               | 1                | 5                | 0                | 2                 | 0                 | 0                 | 0                 | 29       | 1      | 5           | 0          |
| P. Haastrup   | 1                | 0                | 0                | 0                | 0                 | 0                 | 0                 | 0                 | 1        | 0      | 0           | 0          |
| M. Hadji      | 24               | 6                | 3                | 1                | 0                 | 0                 | 0                 | 0                 | 24       | 6      | 3           | 1          |
| C. Haffner    | 30               | 0                | 4                | 0                | 2                 | 1                 | 0                 | 0                 | 32       | 1      | 4           | 0          |
| N. Hajdarović | 6                | 0                | 0                | 0                | 1                 | 0                 | 0                 | 0                 | 7        | 0      | 0           | 0          |
| C. Halet      | 26               | 0                | 5                | 0                | 2                 | 0                 | 1                 | 0                 | 28       | 0      | 6           | 0          |
| M. Hornig     | 22               | 1                | 2                | 0                | 2                 | 0                 | 0                 | 0                 | 24       | 1      | 2           | 0          |
| J. Humbert    | 5                | 0                | 1                | 0                | 0                 | 0                 | 0                 | 0                 | 5        | 0      | 1           | 0          |
| M. Hümbert    | 4                | 0                | 0                | 0                | 0                 | 0                 | 0                 | 0                 | 4        | 0      | 0           | 0          |
| G. Impis      | 1                | 0                | 0                | 0                | 0                 | 0                 | 0                 | 0                 | 1        | 0      | 0           | 0          |
| J. Jäger      | 34               | 17               | 1                | 0                | 1                 | 0                 | 0                 | 0                 | 35       | 17     | 1           | 0          |
| A. Karaoglan  | 10               | 1                | 1                | 0                | 1                 | 0                 | 0                 | 0                 | 11       | 1      | 1           | 0          |
| S. Kling      | 15               | 0                | 1                | 0                | 0                 | 0                 | 0                 | 0                 | 15       | 0      | 1           | 0          |
| M. Laping     | 9                | 0                | 3                | 0                | 0                 | 0                 | 0                 | 0                 | 9        | 0      | 3           | 0          |
| S. Lintjens   | 7                | 0                | 1                | 0                | 2                 | 0                 | 0                 | 0                 | 9        | 0      | 1           | 0          |
| J. Liotté     | 0                | 0                | 0                | 0                | 1                 | 0                 | 0                 | 0                 | 1        | 0      | 0           | 0          |
| J. Lücke      | 10               | 0                | 0                | 0                | 2                 | 0                 | 0                 | 0                 | 12       | 0      | 0           | 0          |
| M. Mahouvé    | 1                | 0                | 0                | 0                | 0                 | 0                 | 0                 | 0                 | 1        | 0      | 0           | 0          |
| E. Marina     | 8                | 0                | 0                | 0                | 1                 | 0                 | 0                 | 0                 | 9        | 0      | 0           | 0          |
| T. Nehrbauer  | 30               | 1                | 8                | 1                | 1                 | 0                 | 0                 | 0                 | 31       | 1      | 8           | 1          |
| C. Nzinga     | 0                | 0                | 0                | 0                | 0                 | 0                 | 0                 | 0                 | 0        | 0      | 0           | 0          |
| P. Olivier    | 1                | 0                | 0                | 0                | 1                 | 0                 | 0                 | 0                 | 2        | 0      | 0           | 0          |
| J. Ortiz      | 2                | 0                | 0                | 0                | 1                 | 0                 | 0                 | 0                 | 3        | 0      | 0           | 0          |
| M. Rasp       | 1                | 0                | 0                | 0                | 0                 | 0                 | 0                 | 0                 | 1        | 0      | 0           | 0          |
| T. Reuter     | 9                | 0                | 1                | 0                | 1                 | 0                 | 1                 | 0                 | 10       | 0      | 2           | 0          |
| V. Samb       | 10               | 1                | 0                | 0                | 0                 | 0                 | 0                 | 0                 | 10       | 1      | 0           | 0          |
| M. Sağlık     | 28               | 15               | 5                | 0                | 1                 | 0                 | 0                 | 0                 | 29       | 15     | 5           | 0          |
| T. Schwartz   | 5                | 0                | 1                | 0                | 0                 | 0                 | 0                 | 0                 | 5        | 0      | 1           | 0          |
| J. Zydko      | 20               | 0                | 3                | 1                | 2                 | 0                 | 0                 | 0                 | 22       | 0      | 3           | 1          |